# Tuláček
Tuláček je český hraný televizní seriál natočený v roce 1997 poprvé vysílaný v rámci večerníčku v prosinci téhož roku.
Seriál spadá do volné série přírodovědných příběhů, které pro Českou televizi vymyslel a zrealizoval Václav Chaloupek. Každá série se věnovala jinému živočišnému druhu.
Kameramanem seriálu byl Ladislav Moulis. Hudbu připravil Přemysl Haas, píseň nazpíval Jaroslav Samson Lenk. Slovní doprovod zabezpečil Petr Haničinec. Bylo natočeno 7 epizod, v délce cca 8 minut.

## Synopse
Hlavním protagonistou příběhu je liščí mládě. Příběh začíná tím, že lovci po objevení liščího doupěte se ho snaží vykopat. Matka liška však mláďata odnesla včas, ale jedno zde omylem zůstalo. Z něj se stává Tuláček, který se musí naučit žít v lese bez maminky…

## Seznam dílů
Epizody neměly oficiální názvy.